# 宮城県道144号赤沼松島線
宮城県道144号赤沼松島線（みやぎけんどう144ごう あかぬままつしません）は、宮城県宮城郡利府町と松島町を結ぶ一般県道である。古くから「長老坂」と呼ばれる。

## 概要
利府町赤沼（宮城県道8号仙台松島線交点）からJR仙石線・松島海岸駅前（国道45号交点）を結ぶ県道。松島への幹線同士を連絡していること、三陸道と接続していることから交通量は多い。また土日休日は終点（国道45号交点）での渋滞を覚悟しなくてはいけない。
797年（延暦16年）、当道の途中で征夷大将軍・坂上田村麻呂が『嗚呼、眺浪の景、天下に冠絶す』とその眺望を絶賛したため「眺浪坂」と呼ばれるようになり、西行が当地を訪れた頃までには「長老坂」と呼ばれるようになっていた。

### 路線データ
- 起点：利府町赤沼
- 終点：松島町松島
- 実延長：2,806.0 m[2]

## 地理

### 通過する自治体
- 宮城郡
  - 利府町
  - 松島町

### 交差する道路
- 宮城県道8号仙台松島線
- 三陸沿岸道路（松島海岸IC）
- 国道45号